# دالهوندن
دالهوندن (به فرانسوی: Dalhunden) یک کمون (فرانسه) در فرانسه است که در Unterelsaß واقع شده‌است. دالهوندن ۷٫۴۵ کیلومتر مربع مساحت دارد.